# Lepidotrigla faurei
Lepidotrigla faurei är en fiskart som beskrevs av John Dow Fisher Gilchrist och Thompson, 1914. Lepidotrigla faurei ingår i släktet Lepidotrigla och familjen knotfiskar. Inga underarter finns listade i Catalogue of Life.